# Паскаль Ламі
Паскаль Ламі (фр. Pascal Lamy; нар. 8 квітня 1947) — голова СОТ (з квітня 2005 року до вересня 2013, в квітні 2009 року переобраний). Колишній радник президента Європейської соціалістичної партії, колишній комісар з торгівлі в Єврокомісії, колишній гендиректор Ліонського банку, колишній радник міністра фінансів і прем'єр-міністра в уряді Франції.

## Біографія
Паскаль Ламі (Pascal Lamy) народився 8 квітня 1947 року в передмісті Парижа. Закінчив Ліцей Карно в Парижі, потім Школу вищих комерційних досліджень (École des Hautes Études Commerciales, EHC), Інститут політичних наук (Institut d'Études Politiques, IEP) і Національну школу адміністрації (Nationale d'Administration, ENA) в Парижі.
Кар'єру почав службовцем в Головній фінансовій інспекції (Inspection Générale des finances) і казначействі. Потім став радником міністра фінансів Жака Делора і прем'єр-міністра Франції П'єра Моруа (Pierre Mauroy).
У 1985 році Ламі очолив апарат голови Єврокомісії (1985—1995) Жака Делора і був головним його координатором на зустрічах «Великої сімки» (G7).
У 1994 році Ламі увійшов до виконавчого комітету банку «Ліонський кредит» (Crédit Lyonnais), а потім став генеральним директором банку. На посаді гендиректора Ламі залишався до приватизації банку в 1999 році.
З 1999 по 2004 рік Ламі служив в Брюсселі комісаром з торгівлі в Єврокомісії. Після відходу з посади влітку 2005 року Ламі очолив організацію Notre Europe, що займалася питаннями європейської інтеграції. Крім того, він став радником президента Європейської соціалістичної партії Пола Нюрупа Расмуссена (Poul Nyrup Rasmussen).
1 вересня 2005 року Ламі став п'ятим за ліком генеральним директором Світової організації торгівлі (СОТ). Він був єдиним кандидатом на цю посаду і зайняв її на термін в 4 роки.
За час першого терміну Ламі на посаді голови СОТ в неї вступили кілька нових членів, зокрема Саудівська Аравія (у 2005 році), В'єтнам (у 2007 році) та Україна (у 2008 році).
У липні 2008 року зазнав невдачі так званий дохійський раунд переговорів між членами СОТ, який був початий ще в 2001 році і мав за мету підписання документа про лібералізацію торгівлі.
У листопаді 2008 року Ламі оголосив про свій намір брати участь у виборах генерального директора СОТ 2009 року. 30 квітня 2009 року представники країн-членів організації одноголосно вибрали Ламі на другий чотирилітній термін.

## Особисте життя
Ламі одружений з Женев'євою Люшер (Geneviève Luchaire). У подружжя троє дітей — Жюльєн (Julien), Давид (David) і Квентін (Quentin).
Хобі — біг і велосипед. Ще коли він працював із президентом Дулором, його бачили, що він бігає в Брюселі, не зважаючи на свою дієту. Таким чином на фоні інших службовців це додало до його репутації строгої людини в Комісії.

## Виноски
1. ↑  Енциклопедія Брокгауз
2. ↑  Munzinger Personen
3. ↑  Davos 2014 Participant List
4. ↑  Décret du 8 septembre 2021 portant promotion et nomination dans l’ordre national de la Légion d’honneur — 2021. — вип. 162. — ISSN 0242-6773
5. 1 2 3 4  Чеська національна авторитетна база даних
6. ↑  Bibliothèque nationale de France BNF: платформа відкритих даних — 2011.
7. ↑  Commissioner Pascal Lamy Europa (web portal)